# Haunchur
Haunchur (en népalais : हौंचुर) est un comité de développement villageois du Népal situé dans le district de Khotang. Au recensement de 2011, il comptait 2 233 habitants.